# Thunderbolt (zespół muzyczny)
Thunderbolt – polska grupa muzyczna wykonująca black metal. Powstała w 1993 w Głogowie. Grupa została rozwiązana w lipcu 2007 roku przez jej lidera Błażeja „Paimona” Adamczuka, który wyemigrował do Norwegii. W swej twórczości grupa poruszała takie zagadnienia jak narodowy socjalizm (początkowy okres działalności), rodzimowierstwo czy satanizm. Thunderbolt znajduje się na liście Anti-Defamation League wymieniającej zespoły wykonujące „muzykę nienawiści”. 

## Historia
Grupa zadebiutowała wydaną w 1996 roku kasetą demo pt. Beyond Christianity. Rok później nagrania pochodzące z dema ukazały się jako split Beyond Christianity/North z zespołem Kataxu. W czerwcu 1999 roku został wydany minialbum Black Clouds Over Dark Majesty. Nagrania ukazały się dzięki firmie Old Legend Productions. W 2001 roku nakładem Resistance Records i Apocalypse Productions ukzał się debiutancki album grupy pt. The Sons of the Darkness. Wydawnictwo zostało nagrane w DBX Studio w Warszawie z udziałem muzyków sesyjnych. 
W 2003 roku ukazał się drugi album grupy The Burning Deed of Deceit wydany nakładem wytwórni muzycznych ISO666 Releases i Apocalypse Productions. Materiał został zarejestrowany w DBX Studio we współpracy z producentem muzycznym Jackiem Melnickim, który na potrzeby płyty zagrał także na instrumentach klawiszowych. Wkrótce potem skład uzupełnili gitarzysta i wokalista Marek „Necrosodom” Lechowski, perkusista Paweł „Stormblast” Pietrzak oraz basista Andrzej „D.” Zdrojewski. 
Rok później, 20 czerwca ponownie nakładem Agonia Records ukazał się trzeci album grupy pt. Inhuman Ritual Massmurder. Materiał został zarejestrowany w lubelskich Hendrix Studios. Wydawnictwo było promowane podczas koncertów, jakie grupa odbyła wraz z Urgehal i Dawn Of Azazel w Europie. 19 lutego 2007 ukazał się czwarty album grupy pt. Apocalyptic Doom. Album został ponownie nagrany w lubelskim studiu Hendrix we współpracy z realizatorem i producentem Arkadiuszem „Maltą” Malczewskim. Z kolei oprawę graficzną przygotował Mikołaj „M.” Żentara znany z występów w formacji Mgła. 
Grupa została rozwiązana w lipcu 2007 roku przez jej lidera Paimona, który wyemigrował do Norwegii. Necrosodom o przyczynach rozwiązania zespołu wypowiedział się w następujący sposób: „Mogę jedynie dodać, że koniec Thunderbolt to tylko decyzja Paimona, który od jakiegoś czasu był o tym przekonany w przeciwieństwie do resztu składu. Próbowaliśmy wpłynąć na zmianę jego decyzji, ale bez powodzenia, dlatego rzeczywistość jest taka, a nie inna. Szkoda”.

## Dyskografia
Albumy
- The Sons of the Darkness (2001, Resistance Records, Apocalypse Productions)
- The Burning Deed of Deceit (2003, ISO666 Releases, Apocalypse Productions, Agonia Records)
- Inhuman Ritual Massmurder (2004, Mercenary Musik, Agonia Records)
- Apocalyptic Doom (2007, Agonia Records)

Minialbumy
- Black Clouds Over Dark Majesty (1999, Old Legend Productions)

Splity
- Beyond Christianity/North (1997, Eastclan Production, split z Kataxu)
- Black Clouds Over Dark Majesty/Roots Thunder (2001, Ancestral Research Records, split z Kataxu)

Dema
- Beyond Christianity (1996, wydanie własne)